# Henri Villecourt
Henri Villecourt (Charlieu, 19 marzo 1938) è un ex cestista francese.

## Carriera
Con la Francia ha disputato i Campionati europei del 1959 e i Giochi olimpici di Roma 1960.

## Palmarès
- Campionato francese: 1

Roanne: 1958-59